# Rio Siret
O Siret (em ucraniano: Сірет ou Серет; em russo: Сирет; em húngaro: Szeret) é um rio de 706 quilômetros de extensão que nasce nos Cárpatos na região da Bucovina setentrional (Ucrânia) e flui para sul pela Romênia por 470 quilômetros antes de desaguar no Danúbio. Na Antiguidade era chamado Hiéraso (em grego: Ιερασός.